# Olkusz

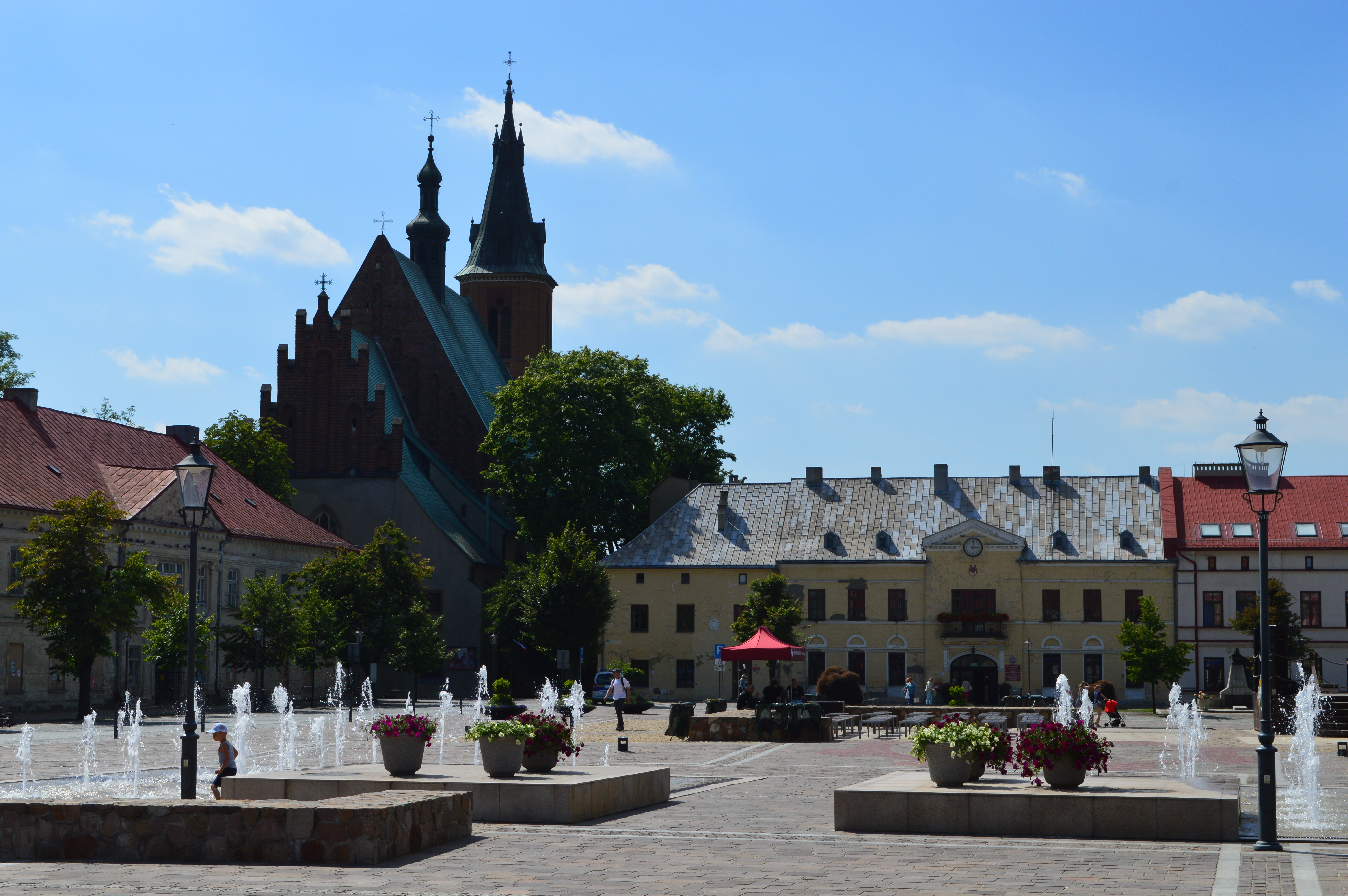
Marktplatz

Olkusz (1939–1940 Olkusch, 1941–1945 Ilkenau) ist eine Stadt im Powiat Olkuski der Woiwodschaft Kleinpolen in Polen. Sie ist Sitz des Powiats und der gleichnamigen Stadt-und-Land-Gemeinde mit etwas mehr als 49.500 Einwohnern.

## Geografische Lage
Olkusz liegt im Krakau-Tschenstochauer Jura zwischen Krakau und Katowice an der Droga krajowa 94.

## Geschichte
Die ersten Hinweise auf eine feste Siedlung in der Gegend des heutigen Olkusz stammen aus dem 11. Jahrhundert, aber wurde im Jahr 1262 als Hilcus erstmals urkundlich erwähnt, danach als Helcus (1301), Ilcus (1314), Elcus (1409), Olkusch (1462). Die Herkunft des Namens ist unklar. Eine populäre Erläuterung setzt sich der Name aus dem phönizisch-hebräischen Namen El (bzw. Elohim) für Gott oder Meister und Kusz für meißeln oder hämmern zusammen, wegen der Funde von Silber und anderen Erzen in der Gegend. Nach anderen Forschern ist der Name eher deutschstämmig: von mittelhochdeutschem ëlch (Elch) oder ilke, illeke (Iltis), der polnische Suffix -us(z) stammte oft aus deutschem -hūs (wykusz, ratusz, zamtuz und so weiter). Das genaue Datum der Vergabe des Stadtrechtes ist nicht bekannt, allerdings ist sicher, dass 1299 der Ort selbiges bereits besaß und daher wird dies als offizielles Datum angenommen. Ende des 14. Jahrhunderts wurde das Rathaus errichtet, das Sitz der Stadtverwaltung der vorwiegend von deutschen Patriziat regierten Stadt wurde. Die Stadt lag entlang der wichtigsten Handelsroute von Krakau durch Beuthen nach Breslau, der Via Regia. Das Erz der Umgebung der Stadt, besonders Blei-Silberglanz, führte zu ihrem Wohlstand. So wurde die Stadt 1356 ein wichtiger Gerichtssitz. Olkusz war eine von wenigen Städten in Kleinpolen, die das Rechtssystem der „königlichen freien Bergstadt“ (poln. wolne królewskie miasto górnicze) besaß, dessen dazugehöriges Privileg der Bergfreiheit, also der freien Suche nach Erzen ohne Abgabe an den Grundbesitzer, nur als Bergzehnt nach dem königlichen Bergregal an den polnischen König, auch erfahrene Bergleute, Hüttenleute, Markscheider, Wardeine, Silber-, Erz- und Metallkaufleute usw. aus älteren Bergrevieren in Böhmen, Mähren, Schlesien, Oberungarn (heute Slowakei), dem Erzgebirge und dem Harz anzog. Im späten 15. und frühen 16. Jahrhundert wurde der Handel mit Blei- und Silbererzen aus Kleinpolen, vorwiegend aus Olkusz, von der oberungarischen und Krakauer Patrizierfamilie Thurzo monopolisiert, die ihn mit Beteiligung der Fugger an den oberungarisch-kleinpolnischen Saigerhandel anschloss. Dazu wurden große Mengen Werkblei aus Kleinpolen an die Seigerhütten der Gesellschaft geliefert, wo sie im relativ neu entwickelten siebenstufigen Schmelzverfahren der Seigerung mit Schwarzkupfer (Kupfer-Silbererz) aus Oberungarn eingeschmolzen und schließlich in Kupfer, Silber und Blei getrennt wurden. Die drei Seigerhütten der Fugger-Thurzo-Gesellschaft standen in Neusohl, Moštenica und Mogiła.
Am Ende des 13. Jahrhunderts wohnten schon im Ort einige jüdischen Kaufleute und etwa vor dem Jahr 1317 zwei Häuser der Juden (curie due Judeorum) in einer Quelle erwähnt wurden. Im Jahr 1374 wurde das Privileg de non tolerandis Judaeis für Olkusz veröffentlicht. Ihre Anwesenheit wurde danach erst im Jahr 1546 wiederbestätigt. Damals wurden eine Synagoge sowie wahrscheinlich ein Friedhof erbaut. Um das Jahr 1600 gehörte Olkusz zu den 14 Städten in der Woiwodschaft Krakau mit der größten jüdischen Bevölkerung (siehe Schtetl). Ende des 17. Jahrhunderts hatte die Stadt ihren einstmaligen Glanz verloren. Hungersnöte, exzessive Erzgrabungen, Brände und nicht zuletzt der Krieg gegen die Schweden waren Ursachen dafür.
1795 kam der Ort nach der dritten Teilung Polens unter österreichische Herrschaft. 1809 wurde er Teil des Herzogtums Warschau und 1815 dann von Kongresspolen. 1830 nahmen die Einwohner am Novemberaufstand und 1863 am Januaraufstand teil. 1883 bis 1885 erfolgte der Anschluss an das Schienennetz, was die Entwicklung der Stadt förderte. Olkusz wurde gleich zu Kriegsbeginn 1914 von österreich-ungarischen Truppen und Anfang September 1914 von Deutschen besetzt und war im Herbst 1914 Schauplatz schwerer Kämpfe, von denen ein bis heute gepflegter Soldatenfriedhof der großteils nicht identifizierten Opfer zeugt. 1918 wurde die Stadt Teil der Woiwodschaft Kielce und 1919 Sitz eines Powiat. 1938 hatte sich die Einwohnerzahl im Vergleich zu 1918 verdoppelt.

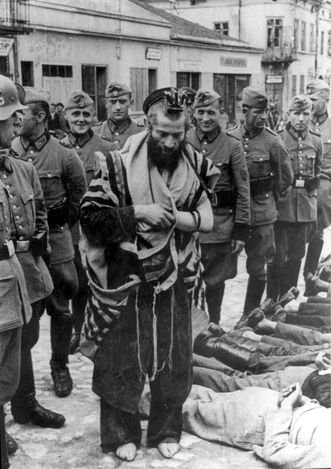
Deutsche Ordnungspolizisten zwingen während der Strafaktion im Juli 1940 den Rabbi Moshe Yitzhak Hagermann zum Gebet. Hagermann wurde 1942 im KZ Majdanek ermordet.

Im September 1939 wurde die Stadt von der Wehrmacht besetzt. Sie wurde in Ilkenau umbenannt und wurde Kreisstadt des neuen Landkreises Ilkenau im Regierungsbezirk Kattowitz in der Provinz Schlesien des Deutschen Reiches. Im weiteren Verlauf des Zweiten Weltkrieges wurden vor allem jüdische, aber auch andere Einwohner des Ortes getötet.
Am 31. Juli 1940 fand eine Strafaktion, sog. „Blutiger Mittwoch“, statt. Als ein deutscher Gendarm von einem Einbrecher getötet wurde, mussten sich alle Juden wie auch Nichtjuden auf dem Marktplatz einen Tag gefesselt auf das Pflaster legen. Sie wurden mit Gewehrkolben geschlagen und Stiefeln getreten. Zwanzig Personen wurden als Geiseln öffentlich hingerichtet. Später wurde die Zahl auf 100 Geiseln für einen getöteten und 50 für einen verwundeten Deutschen erhöht. In die leergewordenen Häuser und Wohnungen wurden 1941/42 umgesiedelte sogenannte Volksdeutsche aus dem Buchenland (Bukowina) eingewiesen. Im September 1941 wurde ein Zwangsghetto am Stadtrand eingerichtet. Im Juni und Juli 1942 wurden fast alle verbliebenen Juden des Ghettos ins KZ Auschwitz deportiert. Am 20. Januar 1945 befreite die Rote Armee die Stadt, die Bukowinadeutschen wurden erneut vertrieben.
Die Stadt wurde nun Teil der Woiwodschaft Krakau. 1975 verlor die Stadt ihren Sitz als Powiat auf Grund einer Verwaltungsreform und wurde Teil der Woiwodschaft Katowice, erhielt den Sitz aber 1999 wieder und wurde damit Teil der Woiwodschaft Kleinpolen.

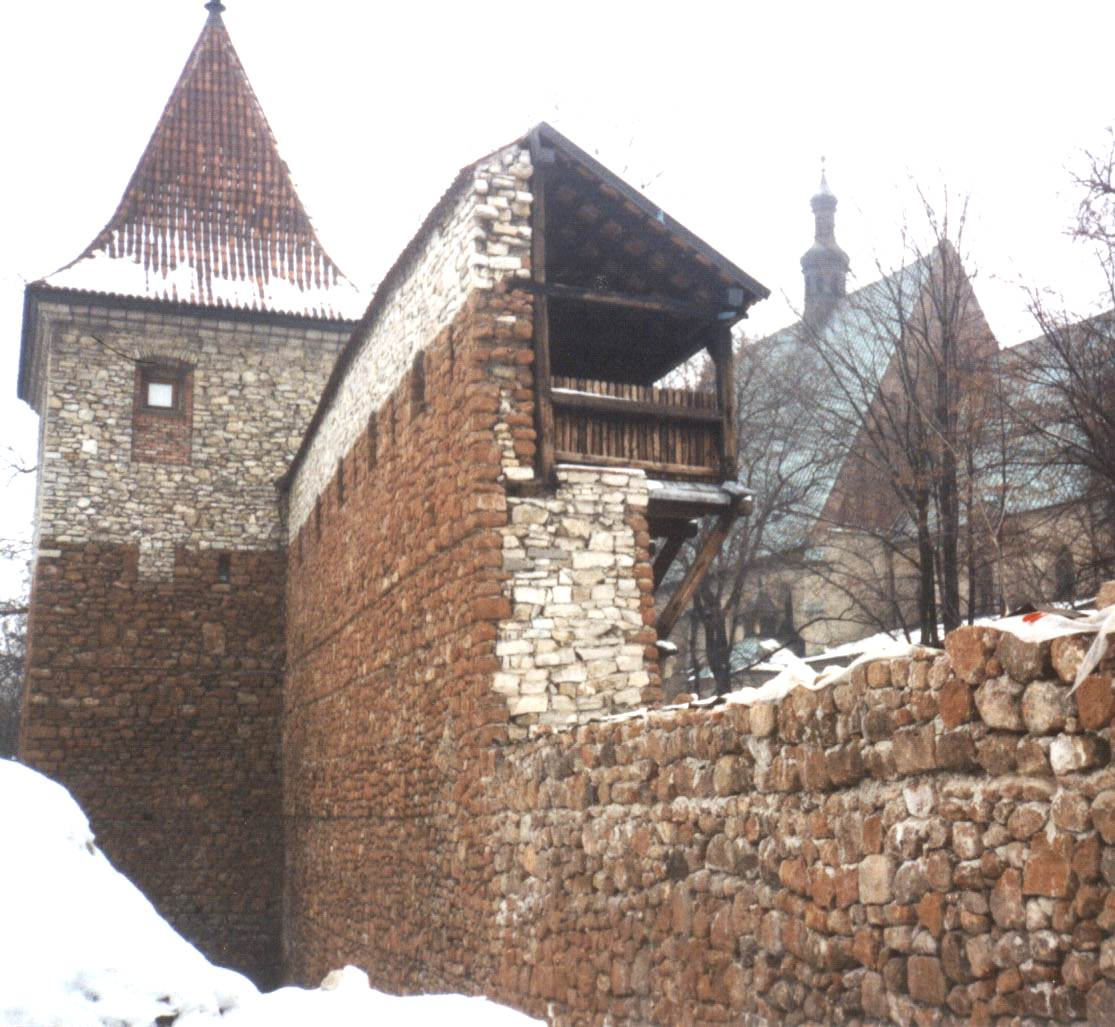
Erhaltene Teile der Stadtmauer

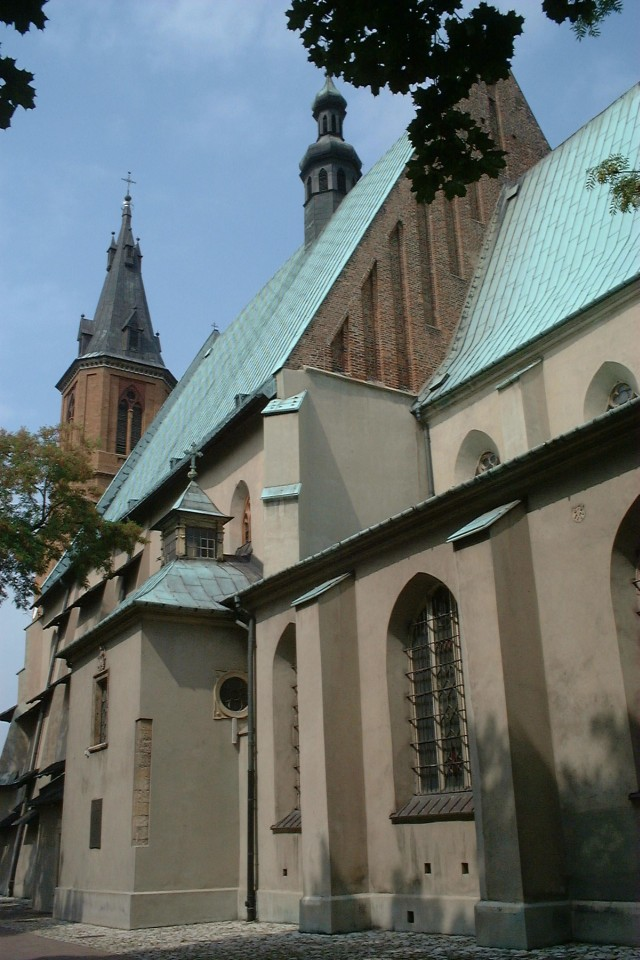
St.-Andreas-Basilika in Olkusz

## Städtepartnerschaften
- Bergamo (Italien)
- Bruay-la-Buissière (Frankreich)
- Bjerringbro (Dänemark)
- Kyffhäuserkreis (Deutschland)
- Schwalbach am Taunus (Deutschland)
- Staffordshire Moorlands (Vereinigtes Königreich)

## Kultur und Sehenswürdigkeiten

### Museen
- das Regionalmuseum „Antoni Minkiewicz“, das bereits 1911 errichtet wurde
- das Afrikamuseum „Bogdan Szczygiel“
- das Museum der Arbeiten von Władysław Wołkowski
- das Feuerwehrmuseum

### Bauwerke
- die Basilika St. Andreas aus dem 14. Jahrhundert wurde in der Folgezeit mehrfach umgebaut und besitzt eine Renaissance-Orgel von 1612 bis 1623, die noch nahezu im Originalzustand erhalten ist;
- rekonstruierte Teile der Stadtmauer, bestehend aus einem Wachturm und einem Wehrgang-Fragment;
- Mahnmal für die Opfer des Krieges 1939–1945 auf dem Marktplatz (Rynek)

## Gemeinde
Die Stadt-und-Land-Gemeinde (gmina miejsko-wiejska) Olkusz gliedert sich neben dem gleichnamigen Hauptort, der Stadt Olkusz, in 19 Dörfer.

## Verkehr
Der Bahnhof Olkusz liegt an der Bahnstrecke Tunel–Sosnowiec, auch die Linia Hutnicza Szerokotorowa führt durch die Stadt.

## Söhne und Töchter der Stadt
- Marcin Bylica (1433–1493), Astronom und Astrologe
- Henryk Mandelbaum (1922–2008), Überlebender des KZ Auschwitz-Birkenau
- Tadeusz Rydzyk (* 1945), Redemptoristen-Pater
- Andrzej Ryszka (* 1953), Politiker
- Krzysztof Dobrek (* 1967), Musiker
- Łukasz Jarosz (* 1978), Dichter und Musiker
- Paweł Blehm (* 1980), Schachgroßmeister
- Paweł Czarnota (* 1988), polnischer Schachmeister